# Salomón Issa Murra
Salomón Issa Murra (Torreón, Coahuila, 26 de julio de 1939 – Torreón, 16 de marzo de 2015) fue un empresario mexicano de ascendencia libanesa, conocido por ser el fundador de Grupo SIMSA, uno de los conglomerados gaseros e industriales más importantes de la Comarca Lagunera y del norte de México. Su trayectoria abarcó más de cinco décadas y dejó como legado un grupo de alrededor de 40 empresas que dan empleo a miles de personas en varias entidades del país.

## Primeros años y formación
Salomón Issa Murra nació en Torreón, Coahuila, el 26 de julio de 1939, en el seno de una familia de origen libanés que había emigrado a la región lagunera. Era el menor de ocho hermanos y desde joven mostró interés por el comercio, ayudando a su padre en un negocio de telas y refacciones agrícolas. A finales de la década de 1950 se consolidó como comerciante en los mercados rurales que atendían al sector algodonero de la comarca.

## Carrera empresarial

### Inicios en el sector energético
Tras incursionar brevemente en el transporte de amoniaco, Issa Murra identificó la oportunidad de negocio en la distribución de gas licuado de petróleo (LP). En 1967 fundó Combugas, empresa pionera en la venta de gas LP en la región, que pronto amplió operaciones a otros estados del norte de México.

### Fundación y expansión de Grupo SIMSA
A lo largo de las décadas de 1970 y 1980 diversificó sus negocios hacia el almacenamiento de combustibles, estaciones de servicio y transporte especializado. En 1990 formalizó la estructura corporativa bajo el nombre de Grupo SIMSA, integrando más de una docena de filiales dedicadas al gas LP, gas natural, transporte de hidrocarburos, materiales pétreos, construcción y servicios financieros. Para la década de 2000 el conglomerado sumaba alrededor de 40 empresas y más de cinco mil empleados.

### Apoyo a la industria regional
Bajo la premisa de impulsar la economía local, Issa Murra promovió inversiones en infraestructura industrial y logística en la Comarca Lagunera, contribuyendo al desarrollo del corredor Torreón‑Gómez Palacio‑Lerdo. Su visión empresarial colocó a Grupo SIMSA como uno de los principales actores del sector energético privado en México.

## Filantropía y responsabilidad social
Issa Murra impulsó programas de becas educativas y patrocinios deportivos a nivel regional. Tras su fallecimiento, Grupo SIMSA continuó recibiendo distintivos como Empresa Socialmente Responsable (ESR) y mantuvo fundaciones de apoyo social administradas por sus sucesores.

## Vida personal
Estuvo casado con Miriam Tafich, con quien tuvo cinco hijos: Salomón, Nesim, Miriam, Emely y Marlene. Tanto Salomón Issa Tafich como Nesim Issa Tafich ocupan cargos directivos dentro de Grupo SIMSA.

## Fallecimiento
El empresario falleció el 16 de marzo de 2015 en Torreón, tras enfrentar complicaciones de salud. Tenía 75 años. Su muerte generó reacciones en la prensa local y nacional, que resaltaron su legado empresarial y su papel como impulsor de la economía lagunera.

## Legado
Tras su fallecimiento, el control de Grupo SIMSA pasó a manos de sus hijos, quienes han continuado con la política de expansión y diversificación iniciada por su padre. Analistas atribuyen al modelo de negocios de Issa Murra la consolidación de uno de los grupos gaseros privados más grandes del país.